# Antonín Jedlička

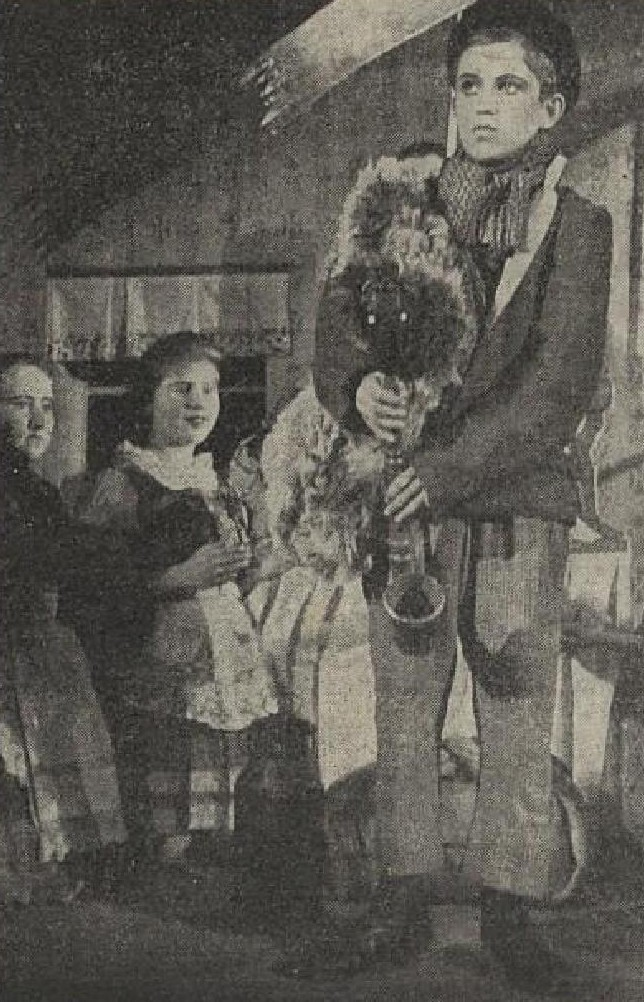
Antonín Jedlička (vorn) im Jahr 1939

Antonín Jedlička, auch unter dem Pseudonym Strýček Jedlička bekannt (* 18. Februar 1923 in Březové Hory, Tschechoslowakei; † 28. August 1993 in Houštka bei Stará Boleslav) war ein tschechischer Filmschauspieler, Entertainer, Humorist und Komiker.

## Leben
Jedlička wurde 1923 als ältestes von sechs Kindern geboren. Seine erste Kinderrolle hatte er in Liška Bystrouška am Národní divadlo. Später folgten weitere Kinderrollen am Divadlo na Vinohradech.
Im Jahr 1984 wurde er zum verdienten Künstler ernannt. Außerdem war er Inhaber des Ordens des Kinderlächelns und Preisträger von Hašeks Lipnice. Antonín Jedliča starb am 28. August 1993 und wurde auf dem Vyšehrader Friedhof in Prag begraben.

## Filmografie (Auszug)
- 1938: Vandiny trampoty
- 1939: Tulák Macoun
- 1940: Madla zpívá Evropě
- 1942: Ryba na suchu
- 1945: Die Ungeliebte (Rozina sebranec)
- 1949: Červená ještěrka
- 1956: Vzorný kinematograf Haška Jaroslava
- 1966: Certouská poudacka
- 1968: Šíleně smutná princezna
- 1970: Ich habe Einstein umgebracht (Zabil jsem Einsteina, pánové)
- 1983: Hinter der Scheune ist ein Drache (Za humny je drak)
- 1975: Nejmladší z rodu Hamru (Fernsehserie, 1 Folge)
- 1979: Die Märchenbraut (Arabela) (Fernsehserie, 5 Folgen)
- 1985: Rozpaky kuchaře Svatopluka (Fernsehserie,1 Folge)
- 1992: Náhrdelník (Fernsehserie, 1 Folge)